# Budapest Challenger 2005
Il Budapest Challenger 2005 è stato un torneo di tennis facente parte della categoria ATP Challenger Series nell'ambito dell'ATP Challenger Series 2005. Il torneo si è giocato a Budapest in Ungheria dal 16 al 21 maggio 2005 su campi in terra rossa.

## Vincitori

### Singolare
Răzvan Sabău ha battuto in finale  Jean-Claude Scherrer con il punteggio di 1–6, 7–6(3), 6–3

### Doppio
Stephen Huss /  Johan Landsberg hanno battuto in finale  Amir Hadad /  Harel Levy con il punteggio di 7–6(4), 6–1